# Rosenquist
Rosenquist (eller Rosenqvist) var en kortlivad svensk adelsätt, med sätesgård Ölsta belägen i Färentuna på norra Färingsö i Ekerö kommun. Grundad av Anders Svensson av ätten Tysk i Västergötland, med vars döttrar ätten utdog. 
1. Anders Svensson (se ovan), introducerades 1627 på Sveriges riddarhus under ätten Rosenquist  under nummer 95, vilket sedan ändrades till nummer 123. Död utan manliga avkomlingar och slöt ätten på svärdssidan.Gift med Elin Pedersdotter (tre björnramar), dotter av Peder Börjesson (tre björnramar), till Ölsta, som dog 1587, och Anna Jönsdotter (Torskenstierna, ointroducerad ätt) från Hällstad i Björkstads socken[förtydliga], Västmanlands län.
  1. Sofia, till Holm, död 1642-02-00. Gift med Aron eller Arent Uddesson Örnflycht, från vilken hon blev skild, i hans 1:a gifte, död 1640.
  2. Märta, levde 1672. Hon och systern Anna tillerkändes halvparten av arvet efter den mycket förmögne frälsemannen Jöns Nilsson (örnklo) till Knapptibble och Lundby. Gift i början av 1600-talet med sin systers svåger Måns Uddesson Örnflycht, född 1585, död 1657.
  3. Anna, till Ölsta. Levde 1653. Gift 1629-08-26 på Ölsta med Åke de Palma, död 1654.[3]